# Sam Asghari
Hesam (Sam) Asghari (Perzisch: حسام اصغری) (Teheran, 3 maart 1994) is een Iraans-Amerikaans model en fitnesstrainer. Hij heeft rollen gehad in televisieseries en in diverse muziekvideo's. Sinds 2020 is Asghari de eigenaar van Asghari Fitness. Hij was van 2022 tot 2023 getrouwd met zangeres Britney Spears.

## Levensloop

### Vroege leven en opleiding
Asghari werd geboren in Teheran, als jongste van vier kinderen. Hij begon op vierjarige leeftijd met gymnastiek en verhuisde op dertienjarige leeftijd naar de Verenigde Staten. Hij kortte zijn voornaam Hesam in tot Sam omdat dit makkelijker uit te spreken was. In de middelbare school volgde hij theaterlessen en speelde hij in de stukken Hamlet en Macbeth. Na de middelbare school studeerde hij aan het Moorpark College in Moorpark, Californië, waar hij als tight end in het footballteam speelde.

### Carrière
Asghari begon op 21-jarige leeftijd met modelleren, geïntroduceerd door zijn zus Faye. Hij heeft gemodelleerd voor verschillende tijdschriften, waaronder Vulkan, Men's Health, Iron Man en GQ. In 2019 ontving hij een Daytime Beauty Award. In 2018 maakte Asghari zijn filmdebuut in de parodie Unbelievable!!!!!. In 2021 verscheen hij in het derde seizoen van Black Monday en in een aflevering van de televisieserie Hacks. In oktober 2021 trad hij toe tot de actiethriller Hot Seat als co-ster naast Mel Gibson en Kevin Dillon.

### Persoonlijk leven
Asghari werd in 2012 Amerikaans staatsburger. Hij ontmoette Britney Spears in 2016 toen zij hem selecteerde om in haar muziekvideo voor Slumber Party te verschijnen. Het paar verloofde zich in september 2021 en trouwde in 2022.

## Filmografie

### Film
- 2018: Unbelievable - cameo
- 2019: Can You Keep A Secret? - Omar
- 2022: Hot Seat - Sergeant Tobias

### Televisie
- 2019: NCIS - Russell (1 aflevering)
- 2020: The Family Business - Armeen (1 aflevering)
- 2021: Hacks - Sexy Santa (1 aflevering)
- 2021: Black Monday - Giancarlo (3 afleveringen)
- 2022: PBC - Christian (3 afleveringen)
- 2022: Dollface - Tyler (1 aflevering)